# Zdravko Zdravkov
Zdravko Stojanov Zdravkov (in bulgaro Здравко Стоянов Здравков?; Sofia, 4 ottobre 1970) è un ex calciatore bulgaro, di ruolo portiere.

## Palmarès
- Coppa di Bulgaria: 4

Levski Sofia: 1990-1991, 1991-1992
Slavia Sofia: 1995-1996
Litex Loveč: 2003-2004
- Campionato bulgaro: 2

Levski Sofia: 1992-1993
Slavia Sofia: 1995-1996